# Königshof (Glückstadt)

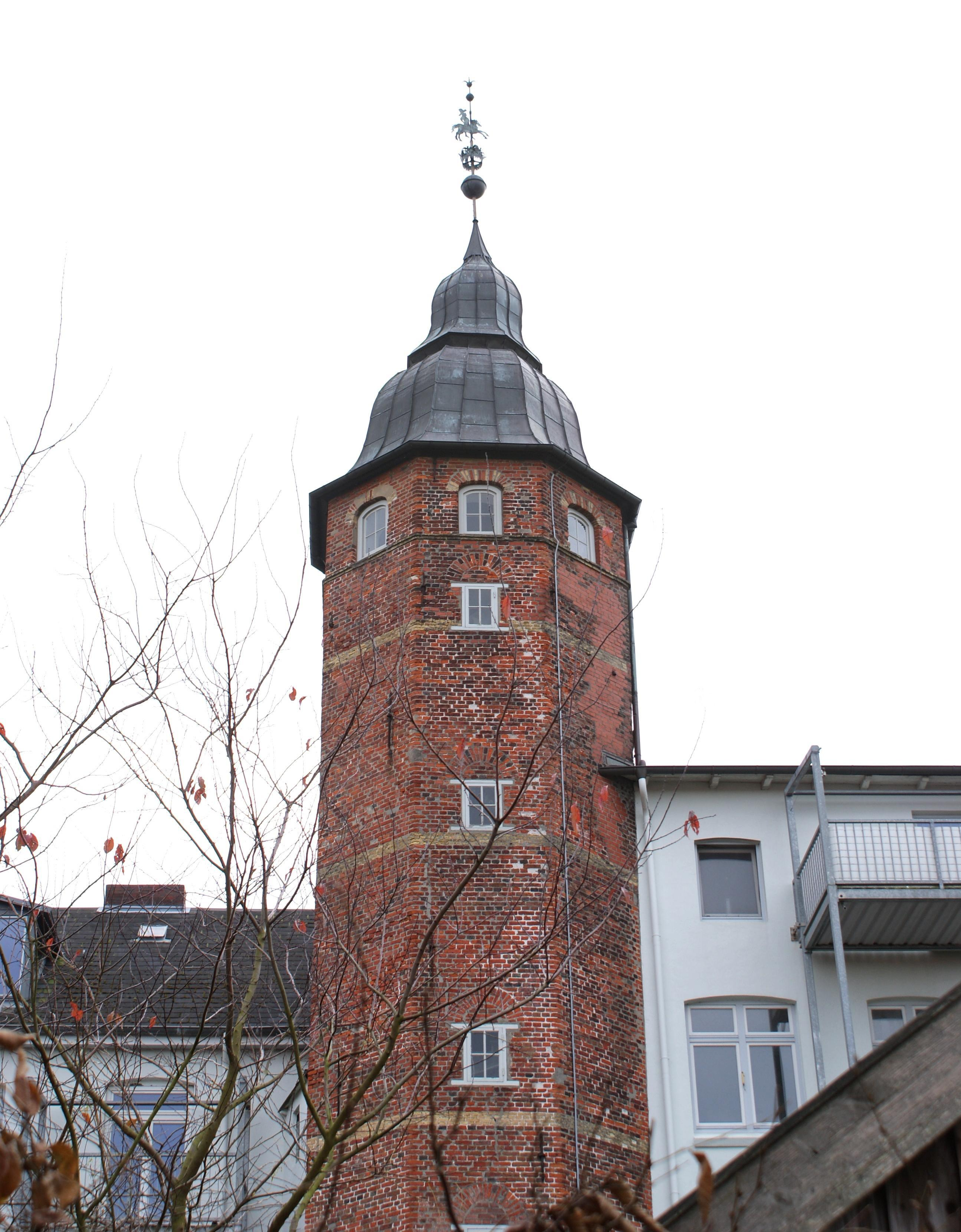
Der Wiebeke-Kruse-Turm, baulicher Überrest des Glückstädter Königshofs

Der Königshof  in Glückstadt in Schleswig-Holstein geht auf ein ehemaliges Stadtpalais des dänischen Königs Christian IV. zurück, von dem heute noch der sogenannte Wiebke-Kruse-Turm den Glückstädter Hafen überragt.
Der Königshof war das erste Wohnhaus des dänischen Königs in der 1617 gegründeten Stadt. Er nutzte es bis zur Fertigstellung seines Glückstädter Schlosses, das bis 1631 in unmittelbarer Nähe errichtet wurde. 1638 ging das Palais als Geschenk an seine Geliebte Wiebeke Kruse. Das Gebäude wurde nach einem Brand im 19. Jahrhundert abgebrochen, lediglich der Turm und die Kellerräume blieben erhalten. Auf den Fundamenten wurde bis 1867 ein Wohngebäude in den Formen des Historismus errichtet. Der polygonale Treppenturm mit seiner geschwungenen Haube ist bis in die Gegenwart von einer Windfahne in Form eines Reiters und dem dänischen Reichsapfel bekrönt. 